# Абту (рыба)
Абту (егип., ɑbɛd͡ʒuː) — священная рыба в древнеегипетской мифологии. Культ рыбы Абту был распространён во многих частях Древнего Египта. Изображалась со своим двойником — рыбой Анет. Абту и Анет сопровождали, направляли и защищали солнечную лодку Ра, плывущую по небу с востока на запад.

## Этимология
«Абту» являлось словом, обозначающим Запад, в значении «место, где всё заканчивается», по аналогии с закатом солнца (в Древнем Египте солнце умирало каждый день, уходя в тёмный подземный мир). Кроме того, Абту — древнеегипетское название города Абидос, места, где были похоронены Осирис и первые правители Египта.

## В культуре
Некоторые мифы упоминают о том, что Исида превратилась в Абту, «Великую рыбу бездны», и в этом воплощении проглотила пенис Осириса. Проглатывание «рыбой» и последующее изрыгание в данной символике трактовалось в рамках смерти и воскрешения.
В литературе упоминания об Абту встречаются в «Гимне восхваления Ра, когда он восходит в восточной части неба» в переводе Роберта Джузепи (1984) и в «Книге вымышленных существ» Хорхе Луиса Борхеса.